# Bronisław Knaster
Bronisław Knaster, poljski matematik, * 22. maj 1893, Varšava, Kongresna Poljska, Ruski imperij (sedaj Poljska), † 3. november 1980, Vroclav, Poljska.
Knaster je najbolj znan po svojem delu s področja topologije množic točk in še posebej po svojih odkritjih leta 1922. Bil je predstavnik varšavske matematične šole, bil pa je povezan tudi z lvovsko in je prispeval v Škotsko knjigo.

## Življenje
Rodil se je v družini Ludwika in Felicje, rojene Wiernik. Od leta 1911 do 1914 je študiral medicino in naravoslovje na Sorboni in Ecole de Médecine v Parizu. Od leta 1915 je študiral matematiko na Univerzi v Varšavi.
Leta 1915 je bil član Meščanske straže v Varšavi, v letih 1916–1918 je delal v Poljski vojaški organizaciji (POW). Leta 1920 je prostovoljno odšel v vojsko in med poljsko-sovjetsko vojno služil kot vojaški zdravnik.
Doktoriral je leta 1922 na Univerzi v Varšavi z disertacijo Kontinuum, katerega podkontinuum je nedekompozabilen (Un continu dont tout sous-continu est indécomposable) pod mentorstvom Mazurkiewicza. Dve leti kasneje se je habilitiral. Od leta 1929 je vodil višji seminar iz topologije. Bil je član Varšavskega znanstvenega društva.
Od leta 1939 je bil profesor na Univerzi v Lvovu. V času nemške okupacije Lvova je bil skupaj z drugimi znanstveniki, med njimi Stefanom Banachom, hranilec uši na Inštitutu za raziskovanje tifusa in virologijo parazitologa Rudolfa Weigla.
Leta 1945 se je po kratkem bivanju v Krakovu nastanil v Vroclavu, kjer je prevzel katedro na Fakulteti za matematiko, fiziko in kemijo Univerze in Politehnike.
V letih 1937–1946 je bil tajnik Glavnega odbora Poljskega matematičnega društva (PTM).
Od leta 1945 je živel v Vroclavu. Bil je eden od ustanoviteljev matematične revije Colloquium Mathematicum leta 1947. Prispeval je tudi k hitremu ponovnemu izhajanju revij Fundamenta Mathematicae in Studia Mathematica po vojni.
Slovel je po svojem odličnem smislu za humor. Srečanja matematikov, ki jih je organiziral, imenovana knasteriani, so se zapisala v zgodovino te discipline na Poljskem. Imel je Erdősevo število 2.
Bil je mož igralke Marie Morske.
Umrl je v Vroclavu. Pokopali so ga na Pokopališču svetega Lovrenca (polje 1-vrstna aleja-197).

## Znanstveno delo in pedagoški dosežki
S številnimi deli o topologiji je zaslovel s konstrukcijo prvega primera dednega nedekompozabilnega kontinuuma ali psevdoloka (imenovanega tudi Knastrova krivulja) in razvojem teorije povezanih množic. Odkril je Knastrov kontinuum, ali kontinuum z ročko za vedro. Skupaj s svojim učiteljem Hugom Dyonizyjem Steinhausom in kolegom Stefanom Banachom je razvil tudi proceduro zadnjega pomanjševalca za pošteno rezanje torte.:2
Njegov izrek je dobro znan v teoriji množic, da vsaka neštevna družina odprtih odsekov na realni premici vsebuje neskončno poddružino odsekov s pari nepraznih odsekov. Ta rezultat je počaščen v imenu Knastrove značilnosti konceptov forcingov.
Leta 1963 je prejel državno nagrado I. stopnje.
Bil je učitelj mnogih poljskih topologov. Njegovi najbolj znani študenti so bili: Charatonik, Lelek, Duda, Mioduszewski in Reichaw.

## Priznanja

### Redovi in odlikovanja
- častniški križec reda obnovljene Poljske (29. september 1955)[9]
- zlati križec za zasluge (22. julij 1950)[10]
- medalja 10. obletnice Ljudske Poljske (14. januar 1955)[11]